# Łysa Góra (Równina Wełtyńska)

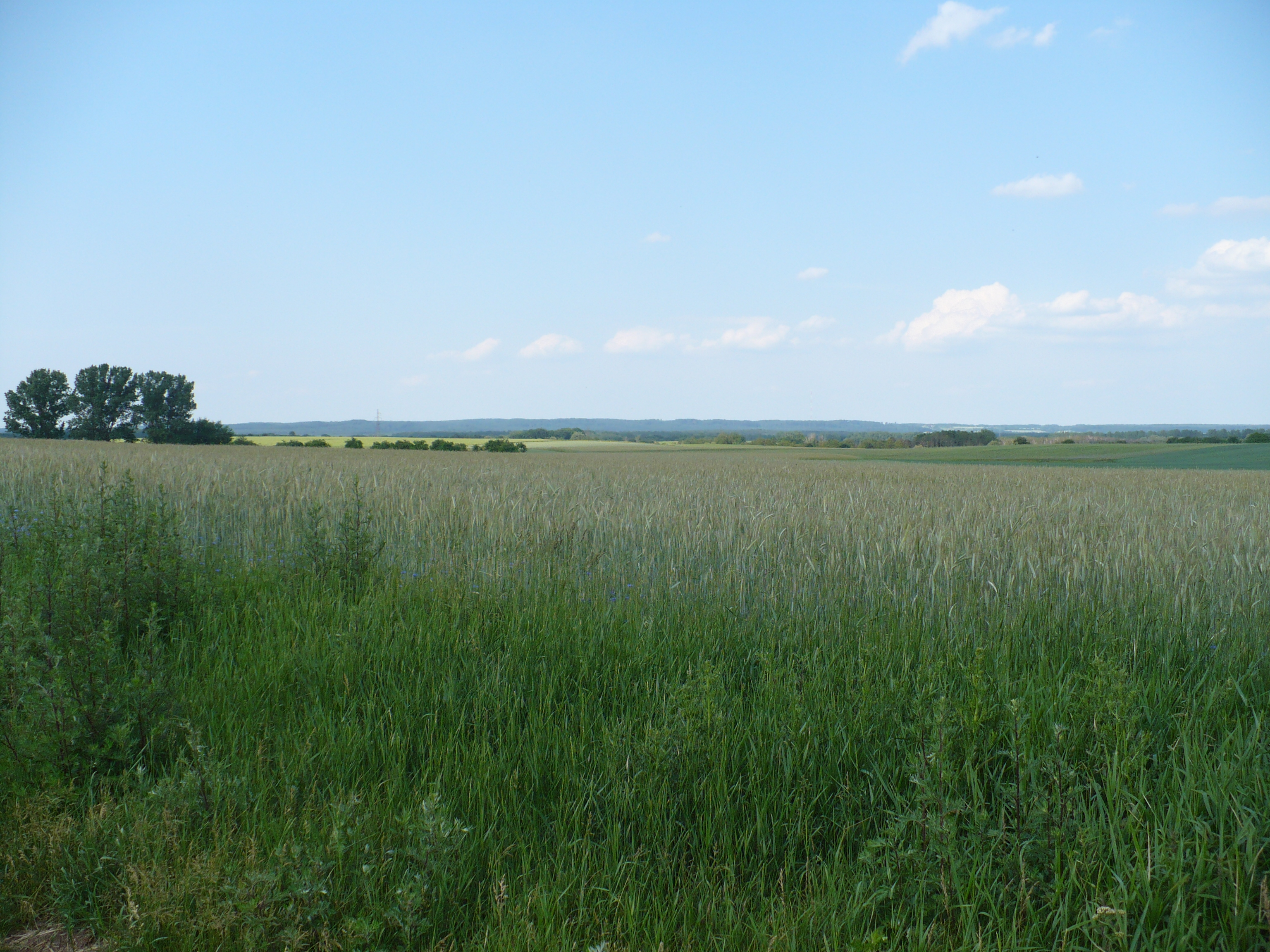
Łysa Góra – w tle Wzgórza Bukowe

Łysa Góra – niewielkie płaskowzgórze w obrębie Równiny Wełtyńskiej, na północ od Wełtynia. Na wschód od wzniesienia znajduje się jezioro Krzywienko i przepływa Omulna. Widoki w kierunku Wzgórz Bukowych. Obok wzniesienia przechodzi  Szlak Równiny Wełtyńskiej i Pojezierza Myśliborskiego.